# Caenoculis acutalis
Caenoculis acutalis är en dagsländeart som beskrevs av Zhou, Sun och Mccafferty 2004. Caenoculis acutalis ingår i släktet Caenoculis och familjen slamdagsländor. Inga underarter finns listade i Catalogue of Life.